# Comuna de Czchów
Czchów (polaco: Gmina Czchów) é uma gminy (comuna) na Polónia, na voivodia de Pequena Polónia e no condado de Brzeski (małopolski). A sede do condado é a cidade de Czchów.
De acordo com os censos de 2004, a comuna tem 9164 habitantes, com uma densidade 137,9 hab/km².

## Área
Estende-se por uma área de 66,47 km², incluindo:
- área agrícola: 62%
- área florestal: 26%

## Demografia
Dados de 30 de Junho 2004:
|                      | Total   | Total | Mulheres | Mulheres | Homens  | Homens |
| -------------------- | ------- | ----- | -------- | -------- | ------- | ------ |
|                      | pessoas | %     | pessoas  | %        | pessoas | %      |
| População            | 9164    | 100   | 4596     | 50,2     | 4568    | 49,8   |
| Densidade (pop./km²) | 137,9   | 100   | 69,1     | 69,1     | 68,7    | 68,7   |

De acordo com dados de 2002, o rendimento médio per capita ascendia a 1541,53 zł.

## Subdivisões
- Będzieszyna, Biskupice Melsztyńskie, Domosławice, Jurków, Piaski-Drużków, Tworkowa, Tymowa, Wytrzyszczka, Złota.

## Comunas vizinhas
- Dębno, Gnojnik, Gródek nad Dunajcem, Iwkowa, Lipnica Murowana, Łososina Dolna, Zakliczyn